# Farnese, Lacij
Farnese je občina v pokrajini Viterbo v italijanski deželi Lacij, ki leži približno 100 kilometrov severozahodno od Rima in približno 35 kilometrov severozahodno od Viterba.
Znan italijansko-brazilski kipar Victor Brecheret se je rodil v Farneseju.

## Geografija
Farnese je tipično srednjeveško mesto, ki stoji na steni iz tufa zahodno od Bolsenskega jezera na meji s Toskano, nedaleč od Tirenske obale, na 343 metrih nadmorske višine.
Jugovzhodno od Farneseja najdemo Valle Cupa, gričevnato in tufasto ozemlje. Na zahodu je Noiano. Globok razcep ga loči od Naielle in nato se tla spustijo v prepad proti potoku Olpeta. Il Lamone, gost gozd. Zgoraj stoji Rofalco, starodavno človeško naselje, ki ga potrjujejo fosilni zapisi, naravne obrambe in ogromen zid, zgrajen iz kamna iz lave. Onkraj vile Lamone Campo Della je nadalje Pian Di Lance. Na severu: Poggio Della Campana, imenovan po legendarnem zlatem zvoniku, ki so ga opazili tam. Nato se dežela spušča po strmem grebenu do cerkve S. Maria Di Sala ob vznožju potoka Olpeta, pritok reke Fiora. Če se povzpnemo višje, najdemo Moiolo in Moioletto. Campo del Carcano se je pomaknil naprej proti vzhodu, Potoncelle še višje, Poggio Del Cerro vzhodno od njih.

## Zgodovina
Ime Farnese izhaja iz starodavnega imena Castrum Farneti (grad hrastov). Farnia je italijansko ime za hrast dob. Kraj je dal tudi ime plemiški družini Farnese.
Od pozne bronaste dobe je bilo staro zgodovinsko središče Farnese naseljeno in kot dokaz za to so našli več predmetov. Podatki o družini gospodarjev "Farneto" segajo v srednji vek, tako imenovani zaradi prisotnosti vrste hrasta. Sredi leta 1100 je ozemlje Farneseja pripadlo grofu Ranieriju Di Bartolomeu, da bi nato prešlo v okrožje Aldobrandesca. Zgodovina mesta pa je povezana z istoimensko družino Farnese, ki je bila del vojaških komun, med katerimi so bile Orvieto, Firence in Siena. Ker so bili na strani gvelfov, so se borili proti gibelinom, da bi ponovno zavzeli San Pietro v Tuscii. Sčasoma se je družina ločila na več vej.
Od leta 1500 je Farnese izboljšal svoje razmere s prevzemom pomembnega položaja v primerjavi z drugimi pomembnimi državicami tistega časa. Le stoletje kasneje je fevd Farnese postal del posesti družine Chigi. V 19. stoletju je Farnese prešel najprej k francoskemu maršalu De Boumontu, nato k Alessandru Torloniju do 20. stoletja.
Sredi 19. stoletja se je pojavilo nazadovanje, tako zaradi neukrepanja, ki ga je omogočila struktura države, kot tudi zaradi poznavanja ozemlja razbojnikov iz Farneseja. Med njimi so bili najbolj znani Domenico Biagini, Giuseppe Basili in Domenico Tiburzi. Številni Farnezi so bili v mnogih preizkušnjah kot pomočniki razbojnikov, med njimi tudi sam župan Pietro Castiglioni.
Leta 1887 so po več poskusih v preteklosti v Farnese pripeljali vodo iz izvira La Botte. Dogodek so razkošno proslavili 25. septembra 1887 z različnimi verskimi in civilnimi prireditvami ter ob otvoritvi monumentalnega vodnjaka na trgu Piazza del Comune.
V zadnjem stoletju je država sledila spremembam majhnih mest na obrobnih območjih, kjer se je prebivalstvo, zlasti od konca druge svetovne vojne, postopoma zmanjševalo in se preselilo v velika urbana središča. Leta 2018 so imeli ocenjeno 1.466 prebivalcev.

## Zgodovinsko središče
Farnese je postavljen na vrtoglavo pečino, kot so okoliška srednjeveška mesta. Značilnost teh zgodovinskih središč je izjemna prisotnost pozzi da butto. To so velike vrtine valjaste ali bučne oblike, vkopane neposredno v tuf; prvotno uporabljene kot silosi za shranjevanje žita ali kot rezervoarji za zbiranje vode, kasneje pa za odmetavanje odpadkov. Gradivo, ki so ga našli v njih, je zdaj shranjeno in vidno v muzeju. Med najdenim materialom je nekaj keramike, ki predstavlja grb družine Farnese. Pečina, na kateri stoji zgodovinsko središče Farneseja, kar dokazujejo različni najdeni predmeti, je naseljena že od pozne bronaste dobe, vendar je treba v srednji vek za pisne dokumente. Urbanistični načrti kažejo na kaotično širitev z množičnimi pobegi iz stare vasi. Današnji izziv je uskladitev sodobnih potreb brez iznakaženja značilne srednjeveške pokrajine. Nekatera pomembna konsolidacijska dela so že bila opravljena, druga so v teku. Treba je narediti še druge posege, ki temeljijo na peščenjaku, ki ga je skozi stoletja poškodoval dež in mraz, da so nastale praznine, na katerih se ogromni stenski balvani lomijo in predstavljajo nevarnost porušitve.
Mestni muzej Ferrante Rittatore Vonwiller hrani najdbe iz bronaste dobe, artefakte iz etruščanske dobe in keramiko iz srednjeveškega in renesančnega obdobja.
Na območju je naravni rezervat Riserva naturale parziale Selva del Lamone.

## Pobratena mesta
- Francija Beumont-de-Pertuis, Provansa, Francija.